# Palazzo Mirelli di Teora

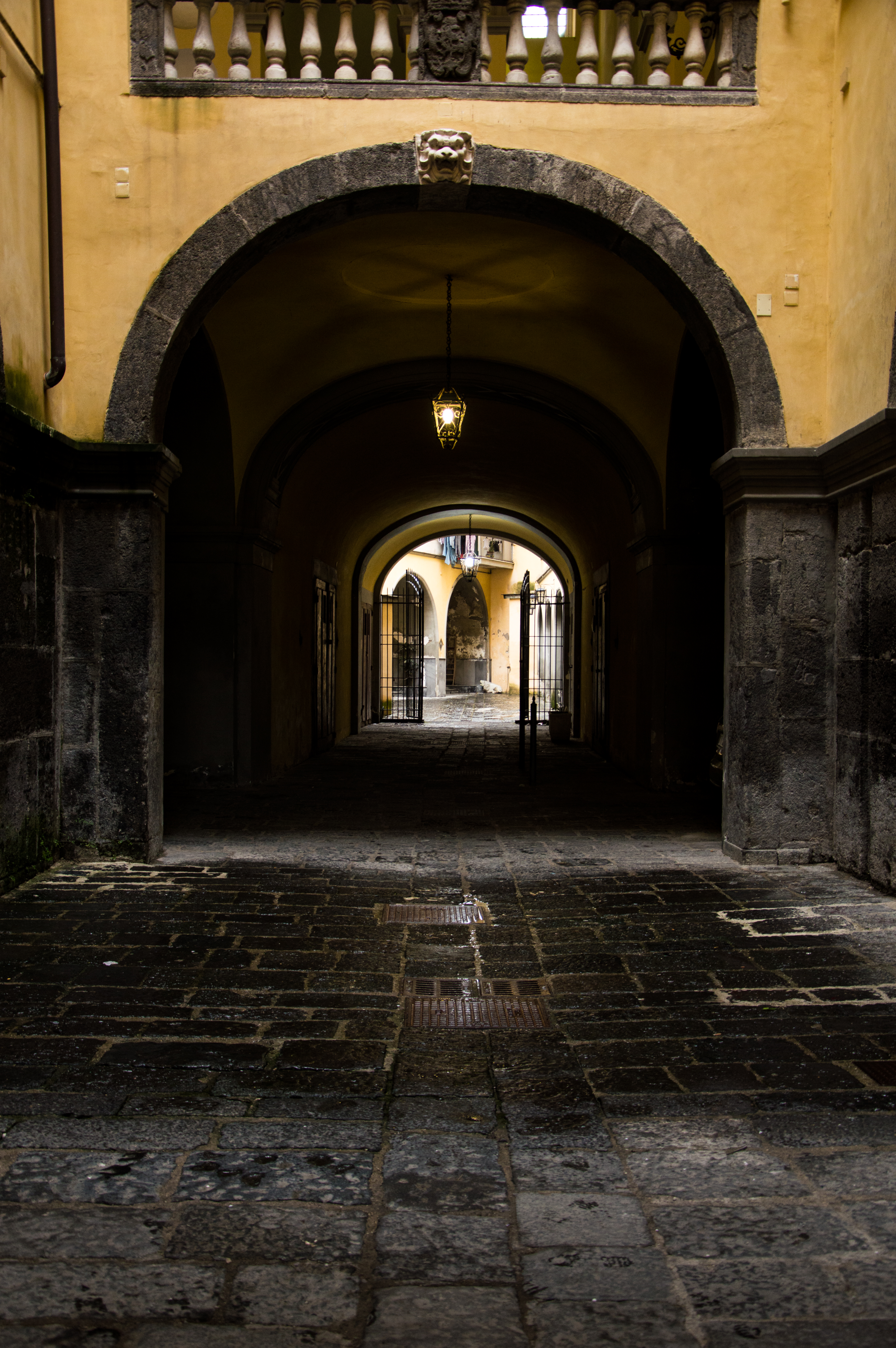
Corte interna

Il palazzo Mirelli di Teora (già Palazzo Barile di Caivano) è un palazzo di Napoli che sorge sulla riviera di Chiaia al civico 66, nell'omonimo quartiere.
Il palazzo fu cominciato nel XVII secolo da Cosimo Fanzago per conto dei Barile di Caivano, ma non riuscì a portare a termine l'impresa che venne continuata dal Sanfelice il quale aggiungendo la scala aperta e le decorazioni diede al palazzo l'aspetto tipico del barocco napoletano. Il palazzo fu completato nel 1703 sotto Carlo Mirelli principe di Teora.
Passò poi al conte von Kaunitz, ambasciatore dell'impero asburgico, il quale affidò a Carlo Vanvitelli il compito di restaurare il palazzo in occasione del gran ballo che vi si svolse per festeggiare le nozze tra re Ferdinando IV di Borbone e Maria Carolina d'Austria nel 1768.
In seguito il principe di Teora affittò il palazzo all'ambasciatore del Marocco.
Il palazzo dà il nome alla strada che porta fin su corso Vittorio Emanuele e che termina alla sua sinistra: via Arco Mirelli. Infatti esisteva un arco che univa il palazzo con le case adiacenti, sostituite nel XIX secolo dal palazzo Guevara di Bovino.
Il palazzo è divenuto un condominio in ottime condizioni conservative.